# Satellite Catalog Number
Il Satellite Catalog Number o SCN (noto anche come il NORAD catalog number, NASA catalog number, USSPACECOM object number e varianti simili) è un numero a 9 cifre progressivo assegnato dall'USSPACECOM a tutti i satelliti in orbita intorno alla Terra in ordine di identificazione. Prima che dall'USSPACECOM, il catalogo era mantenuto dal NORAD. Il primo oggetto catalogato, numero di catalogo 00001, è lo stadio finale del razzo che ha lanciato lo Sputnik 1. Al 21 settembre 2014 il catalogo elencava più di 40.000 oggetti tracciati tra cui 7.196 satelliti lanciati in orbita dal 1957.
Fino al 2019 l'identificativo constava di sole 5 cifre a causa delle limitazioni imposte dal formato TLE; nel 2020 l'USSPACECOM ha iniziato a classificare i dispositivi in orbita secondo lo standard CCSDS OMM ("Orbit Mean-Elements Message"), portando il numero di oggetti catalogabili a 999.999.999.